# Kebun Seleleh
Kebun Seleleh is een bestuurslaag in het regentschap Aceh Tamiang van de provincie Atjeh, Indonesië. Kebun Seleleh telt 801 inwoners (volkstelling 2010).